# (2474) Ruby
(2474) Ruby (1979 PB; 1926 NA; 1948 NC; 1948 PS; 1952 HL; 1962 SK; 1978 EE7) ist ein ungefähr 24 Kilometer großer Asteroid des mittleren Hauptgürtels, der am 22. Oktober 1976 von der tschechischen (damals: Tschechoslowakei) Astronomin Zdeňka Vávrová am Kleť-Observatorium auf dem Kleť in der Nähe von Český Krumlov in der Tschechischen Republik (IAU-Code 046) entdeckt wurde.

## Benennung
(2474) Ruby wurde nach dem Hund der Entdeckerin Zdeňka Vávrová benannt, der damals am Kleť-Observatorium lebte.